# Władysław Ciechanowiecki
Władysław Michał Stefan Emanuel Ciechanowiecki herbu Dąbrowa (ur. 25 listopada 1860 w Hopczycy w gm. Pohrebyszcze, zm. 22 kwietnia 1910 w Boczejkowie) – oficer Armii Imperium Rosyjskiego, ziemianin i przemysłowiec.

## Życiorys
Trzeci syn spośród dziewięciorga dzieci Józefa Pawła i Aleksandryny z d. Riznicz (Riznić, Risnich). Był kształcony w Paryżu i Petersburgu. W 1878 rozpoczął ze stopniem junkra studia wojskowe w szkole kawaleryjskiej w Twerze, które ukończył jako portupejjunker (1880), później awansował kolejno do korneta (1881), porucznika (1885) i sztabrotmistrza (1887) w carskiej armii, zwolniony ze służby wojskowej jako rotmistrz (1890). Zajął się gospodarką majątku rodzinnego, który był wielkości ponad 6 tys. hektarów. Zakładał fabryki, towarzystwa przemysłowe, organizował wystawy rolnicze, importował drewno z głębi Rosji do Europy zachodniej, działał charytatywnie. Był członkiem Witebskiego Towarzystwa Rolniczego, prezesem Lepeskiego Towarzystwa Rolniczego, radnym zarządu ziemskiego powiatu lepeskiego, honorowym sędzią tego powiatu (od 1890), uzyskując rangę radcy stanu (1904), a później rzeczywistego radcy stanu. Interesował się polityką, historią, genealogią, naukami przyrodniczymi i sprawami społecznymi, publikował artykuły w polskich i rosyjskich pismach, napisał i wydał trzy książki. W 1909 został rzeczywistym członkiem moskiewskiego Towarzystwa Historyczno-Genealogicznego.
W 1892 ożenił się ze szlachcianką pochodzenia angielskiego Mary Louisą Kimens herbu własnego, z którą miał jednego syna Jerzego Stanisława, dyplomatę II Rzeczypospolitej.

## Odznaczenia
- Order Świętego Stanisława III klasy (1888, Rosja)
- Srebrny Medal Jubileuszowy Aleksandra III (1897, Rosja)
- Order Zasługi Filipa Wspaniałomyślnego I klasy (1887, Hesja)